# Эдвард Мунк (фильм)
«Эдвард Мунк» (норв. Edvard Munch) — телефильм режиссёра Питера Уоткинса, вышедший на экраны в 1974 году. Фильм был снят для норвежского телевидения, укороченная версия демонстрировалась в международном прокате.

## Сюжет
Снятый в псевдодокументальной манере, фильм рассказывает о жизни и творчестве норвежского художника-экспрессиониста Эдварда Мунка. В основном охвачены события 1884—1895 годов, когда происходило становление художника. Факты биографии Мунка, его отношения с семьёй и окружающими подаются в тесной связи с социальным и культурным развитием Норвегии и Европы в целом.

## В ролях
Фильм снят в Осло и Осгордстранде с непрофессиональными актерами:
- Йейр Вестбю — Эдвард Мунк
- Гро Фрос — фру Хейберг
- Йохан Халсбог — доктор Кристиан Мунк
- Лотте Тейг — тетя Карен Бьёлстад
- Гро Ярто — Лаура Катрине Мунк
- Ракел Педерсен — Ингер Мунк
- Берит Рюттер Хасле — Лаура Мунк
- Гуннар Шетне — Петер Мунк
- Вигдис Нильссен — служанка
- Коре Стормарк — Ханс Егер
- Эли Рюг — Ода Крог
- Иселин Баст — Дагни Юль
- Альф Коре Стриндберг — Август Стриндберг
- Питер Уоткинс — рассказчик